# Viseu (freguesia)
Viseu es una freguesia portuguesa del municipio de Viseo, distrito de Viseo.

## Historia
La freguesia fue creada con el nombre de União das Freguesias de Viseu el 28 de enero de 2013 en aplicación de una resolución de la Asamblea de la República de Portugal promulgada el 16 de enero de 2013 con la unión de las freguesias de Coração de Jesus, Santa Maria de Viseu y São José, pasando a estar situada su sede en la antigua freguesia de Coração de Jesus. Esta denominación se mantuvo hasta el 24 de febrero de 2015 que pasó a llamarse con su actual nombre en aplicación de la Ley n.º 50/2015 que modificaba su denominación.

## Demografía
| Gráfica de evolución demográfica de Viseu entre 2011 y 2021 |
|                                                             |
| Datos según el nomenclátor publicado por el INE portugués.  |